# Convent de les Germanes Franciscanes (Tiana)
El Convent de les Germanes Franciscanes és un edifici religiós al nord el nucli de Tiana (el Maresme) catalogada a l'Inventari del Patrimoni Arquitectònic de Catalunya. Té una planta rectangular i l'alçat es compon de baixos, dos pisos i està cobert amb una teulada a dos vessants amb el carener paral·lel a la façana principal. Resulta interessant a causa de la utilització combinada de pedra i maó, a la vista; els murs, de maçoneria, i totes les obertures, així com els angles i sanefes, o línies exteriors, que marquen la separació entre els diferents pisos, estan realitzades amb maó.
Cal fer notar que les obertures originals, amb arcs de mig punt i ogivals, estan cegades parcialment, de manera que s'han obert als espais inicials, finestres rectangulars de més petites dimensions.
La capella conventual consta d'una sola nau, de planta rectangular i petites dimensions i coberta per una teulada a doble vessant. Presenta un absis semicircular en un dels extrems. L'entrada principal està situada lateralment respecte de l'eix longitudinal i està precedida per un pòrtic suportat per quatre arcs de mig punt que reposen sobre columnes i un sòcol. Damunt la teulada hi ha una petita espadanya que serveix de campanar. Tot el conjunt està arrebossat.